# WHO-Klassifikation der Tumoren des zentralen Nervensystems
Die WHO-Klassifikation der Tumoren des zentralen Nervensystems ist eine weltweit gebräuchliche und allgemein anerkannte Klassifikation der Hirntumoren der Weltgesundheitsorganisation (WHO), zuletzt aktualisiert für die 5. Auflage im Jahre 2021. Die Einteilung erfolgt erstens nach der mutmaßlichen Tumorzellenherkunft (benignes Muttergewebe), zweitens nach dem Grad der Bösartigkeit. In der neuesten Version bestimmen molekulare Eigenschaften (Gene, Gen-Amplifikation, -Deletion, -Translokation, Methylierung, Genprodukte, Rezeptoren) die Zuordnung zu einer Tumorentität.

## Entstehung
Im Jahr 1926 publizierten Bailey und Cushing eine Klassifikation der gliösen Hirntumoren auf der Basis ihrer Abstammung von gesunden Herkunftszellen. Auf der Basis dieser Einteilung entwickelte der Neurologe und Neuropathologe Klaus-Joachim Zülch in den 1950er und 1960er Jahren eine Klassifikation, welche auf dem ersten internationalen Symposion zur Klassifikation von Hirntumoren in Köln 1961 vorgetragen wurde und die erste Fassung der WHO-Klassifikation bilden sollte.
Die 2. Edition der WHO-Klassifikation wurde 1993 von Kleihues et al. publiziert.
Im Jahr 2000 publizierte Kleihues eine weitere Fassung der WHO-Klassifikation, die auf einer internationalen Konsensuskonferenz von Neuropathologen im Jahr 1999 beruhte.
Neue Entitäten waren das chordoide Gliom des dritten Ventrikels, das zerebelläre Liponeurozytom, der atypische Teratoid/Rhabdoid-Tumor und das Perineurinom. Das Grading-System wurde verbessert und für Meningeome erheblich modifiziert.
An der 4. Auflage von 2007 wirkten über 70 Autoren aus 19 Ländern mit. Die WHO-Klassifikation der ZNS-Tumoren von 2007 beruhte im Wesentlichen auf dem histologischen Erscheinungsbild im Mikroskop nach Hämatoxilin-Eosin-Färbung, immunhistologischen Darstellungen und elektronenmikroskopischen Bildern. Die 2016 durchgeführte Aktualisierung listet über 120 Autoren und reflektiert nach Angaben des Titelblattes die Ansichten einer 2015 am Deutschen Krebsforschungszentrum abgehaltenen Konsens- und Redaktionstagung. Sie wurde 2016 von Louis et al. publiziert und enthielt eine wesentlich präzisere Feinunterteilung der einzelnen Tumorentitäten.
Diese Klassifikation wurde von Anfang an durch immer neue molekularbiologische Ergebnisse ergänzt und infrage gestellt. Daraufhin wurde die internationale Arbeitsgruppe cIMPACT-NOW (auf Englisch homophon zu see impact now ‚Auswirkungen jetzt sehen‘, voller Name Consortium to Inform Molecular and Practical Approaches to CNS Tumor Taxonomy – Not Officially WHO) gebildet, welche in mehreren ausführlichen Publikationen die molekularbiologischen Ergebnisse zusammengetragen hat. Diese zahlreichen Einzelbefunde flossen letztlich in die Erstellung der neuen Fassung der WHO-Klassifikation ein.
Die fünfte Auflage der WHO-Klassifikation wurde im August 2021 von Louis et al. publiziert. Sie unterscheidet sich von den vorangehenden Versionen durch eine erheblich höhere Feineinteilung, die ganz überwiegend von molekularbiologischen Parametern bestimmt ist.

## Nomenklatur
Seit der fünften Edition werden Typen und Subtypen unterschieden, welche die bisherigen Entitäten und Varianten ersetzten. Der Zusatz NOS (englisch not otherwise specified ‚nicht näher bezeichnet‘) kennzeichnet Tumoren, bei denen keine vollständige Diagnostik durchgeführt wurde und die deswegen nicht genauer klassifiziert oder gradiert werden können. NEC (englisch not elsewhere classified ‚anderenorts nicht klassifiziert‘) kennzeichnet solche, bei denen nach vollständiger Diagnostik keine Zuordnung zu einer der WHO-Diagnosen erfolgen kann, beispielsweise bei einem molekulargenetisch neuen Typ.

## Klassifikation
Während es sich bei der eigentlichen WHO-Klassifikation lediglich um eine Auflistung anerkannter Tumorentitäten handelt, stellt die begleitende histologische Definition der verschiedenen Tumoren zusammen mit ihren immunhistochemischen und molekulargenetischen Eigenheiten eine wichtige Ressource für die neuropathologische Diagnostik dar und ermöglicht Konsistenz und weltweite Vergleichbarkeit neuropathologischer Befunde. Der Gradierung der verschiedenen Tumorentitäten kommt auch wegen ihrer prognostischen Aussage besondere klinische Bedeutung zu. Die Veränderung von der 4. zur 5. Edition ist so stark und grundlegend, dass nur die Grundstruktur der Einteilung erhalten geblieben ist. Zum Vergleich werden beide Einteilungen dargestellt. Die Feineinteilung neurokranieller Tumoren ist so umfangreich geworden, dass sie in eine 2. Tabelle ausgelagert worden ist.
| Hauptgruppe                                                                                        | Unterteilung                                        | Unterteilung                                    | Typ | Grad  | Bemerkungen |
| -------------------------------------------------------------------------------------------------- | --------------------------------------------------- | ----------------------------------------------- | --- | ----- | --- |
| Gliome, glioneurale Tumoren, neuronale Tumoren                                                     | Diffuse Gliome vom adulten Typ                      | Diffuse Gliome vom adulten Typ                  | Weitere Unterteilung siehe unten. | 1–4   | Entspricht der 1. Gruppe der 4. Edition "Neuroepitheliale Tumoren". Enthält die häufigsten bösartigen Tumoren des Gehirns, des Rückenmarks und des Sehnerven.                                                      |
| Gliome, glioneurale Tumoren, neuronale Tumoren                                                     | Diffuse niedriggradige Gliome vom pädiatrischen Typ |                                                 | Weitere Unterteilung siehe unten. | 1–4   | Entspricht der 1. Gruppe der 4. Edition "Neuroepitheliale Tumoren". Enthält die häufigsten bösartigen Tumoren des Gehirns, des Rückenmarks und des Sehnerven.                                                      |
| Gliome, glioneurale Tumoren, neuronale Tumoren                                                     | Diffuse hochgradige Gliome vom pädiatrischen Typ    |                                                 | Weitere Unterteilung siehe unten. | 1–4   | Entspricht der 1. Gruppe der 4. Edition "Neuroepitheliale Tumoren". Enthält die häufigsten bösartigen Tumoren des Gehirns, des Rückenmarks und des Sehnerven.                                                      |
| Gliome, glioneurale Tumoren, neuronale Tumoren                                                     | Umschriebene astrozytäre Tumoren                    |                                                 | Weitere Unterteilung siehe unten. | 1–4   | Entspricht der 1. Gruppe der 4. Edition "Neuroepitheliale Tumoren". Enthält die häufigsten bösartigen Tumoren des Gehirns, des Rückenmarks und des Sehnerven.                                                      |
| Gliome, glioneurale Tumoren, neuronale Tumoren                                                     | Glioneurale und neuronale Tumoren                   |                                                 | Weitere Unterteilung siehe unten. | 1–4   | Entspricht der 1. Gruppe der 4. Edition "Neuroepitheliale Tumoren". Enthält die häufigsten bösartigen Tumoren des Gehirns, des Rückenmarks und des Sehnerven.                                                      |
| Gliome, glioneurale Tumoren, neuronale Tumoren                                                     | Ependymale Tumoren                                  |                                                 | Weitere Unterteilung siehe unten. | 1–4   | Entspricht der 1. Gruppe der 4. Edition "Neuroepitheliale Tumoren". Enthält die häufigsten bösartigen Tumoren des Gehirns, des Rückenmarks und des Sehnerven.                                                      |
| Tumoren des Plexus chorioideus                                                                     | Tumoren des Plexus chorioideus                      | Tumoren des Plexus chorioideus                  | Choroid-Plexus-Papillom (Plexuspapillom) | 1     | Der Plexus chorioideus bildet den Liquor, der die Hirnkammern füllt und Gehirn sowie Rückenmark umspült. |
| Tumoren des Plexus chorioideus                                                                     | Tumoren des Plexus chorioideus                      | Tumoren des Plexus chorioideus                  | Atypisches Choroid-Plexus-Papillom (atypisches Plexuspapillom) | 2     | Der Plexus chorioideus bildet den Liquor, der die Hirnkammern füllt und Gehirn sowie Rückenmark umspült. |
| Tumoren des Plexus chorioideus                                                                     | Tumoren des Plexus chorioideus                      | Tumoren des Plexus chorioideus                  | Choroid-Plexus-Karzinom (Plexuskarzinom) | 3     | Der Plexus chorioideus bildet den Liquor, der die Hirnkammern füllt und Gehirn sowie Rückenmark umspült. |
| Embryonale Tumoren                                                                                 | Medulloblastome                                     | molekular definiert                             | Medulloblastom, WNT-aktiviert | 4     | Medulloblastome sind die häufigsten Tumoren in der frühen Kindheit und haben die Gradingstufe 4. Die molekularbiologische Klassifikation basiert auf Veränderungen beim Wnt-Signalweg, und den Genen SHH und TP53. |
| Embryonale Tumoren                                                                                 | Medulloblastome                                     | molekular definiert                             | Medulloblastom, SHH-aktiviert und TP53 -Wildtyp | 4     | Medulloblastome sind die häufigsten Tumoren in der frühen Kindheit und haben die Gradingstufe 4. Die molekularbiologische Klassifikation basiert auf Veränderungen beim Wnt-Signalweg, und den Genen SHH und TP53. |
| Embryonale Tumoren                                                                                 | Medulloblastome                                     | molekular definiert                             | Medulloblastom, SHH-aktiviert und TP53 -mutiert | 4     | Medulloblastome sind die häufigsten Tumoren in der frühen Kindheit und haben die Gradingstufe 4. Die molekularbiologische Klassifikation basiert auf Veränderungen beim Wnt-Signalweg, und den Genen SHH und TP53. |
| Embryonale Tumoren                                                                                 | Medulloblastome                                     | molekular definiert                             | Medulloblastom ohne WNT- oder SHH-Aktivierung | 4     | Medulloblastome sind die häufigsten Tumoren in der frühen Kindheit und haben die Gradingstufe 4. Die molekularbiologische Klassifikation basiert auf Veränderungen beim Wnt-Signalweg, und den Genen SHH und TP53. |
| Embryonale Tumoren                                                                                 | Medulloblastome                                     | histologisch definiert                          | klassisches Medulloblastom | 4     | Medulloblastome sind die häufigsten Tumoren in der frühen Kindheit und haben die Gradingstufe 4. Die molekularbiologische Klassifikation basiert auf Veränderungen beim Wnt-Signalweg, und den Genen SHH und TP53. |
| Embryonale Tumoren                                                                                 | Medulloblastome                                     | histologisch definiert                          | desmoplastisch/noduläres Medulloblastom | 4     | Medulloblastome sind die häufigsten Tumoren in der frühen Kindheit und haben die Gradingstufe 4. Die molekularbiologische Klassifikation basiert auf Veränderungen beim Wnt-Signalweg, und den Genen SHH und TP53. |
| Embryonale Tumoren                                                                                 | Medulloblastome                                     | histologisch definiert                          | großzelliges/anaplastisches Medulloblastom | 4     | Medulloblastome sind die häufigsten Tumoren in der frühen Kindheit und haben die Gradingstufe 4. Die molekularbiologische Klassifikation basiert auf Veränderungen beim Wnt-Signalweg, und den Genen SHH und TP53. |
| Embryonale Tumoren                                                                                 | Medulloblastome                                     | histologisch definiert                          | Medulloblastom mit extensiver Nodularität | 4     | Medulloblastome sind die häufigsten Tumoren in der frühen Kindheit und haben die Gradingstufe 4. Die molekularbiologische Klassifikation basiert auf Veränderungen beim Wnt-Signalweg, und den Genen SHH und TP53. |
| Embryonale Tumoren                                                                                 | Andere embryonale Tumoren des ZNS                   | Andere embryonale Tumoren des ZNS               | Atypischer teratoider/rhabdoider Tumor | 4     | Neuroblastome des ZNS sind selten. Die meisten treten im Kindesalter entlang des zervikalen, thorakalen und abdominalen Grenzstranges sowie in den Paraganglien auf.                                               |
| Embryonale Tumoren                                                                                 | Andere embryonale Tumoren des ZNS                   | Andere embryonale Tumoren des ZNS               | Cribriformer neuroepithelialer Tumor (CRINET) | –     | Neuroblastome des ZNS sind selten. Die meisten treten im Kindesalter entlang des zervikalen, thorakalen und abdominalen Grenzstranges sowie in den Paraganglien auf.                                               |
| Embryonale Tumoren                                                                                 | Andere embryonale Tumoren des ZNS                   | Andere embryonale Tumoren des ZNS               | Embryonaler Tumor mit mehrreihigen Rosetten (ETMR) | 4     | Neuroblastome des ZNS sind selten. Die meisten treten im Kindesalter entlang des zervikalen, thorakalen und abdominalen Grenzstranges sowie in den Paraganglien auf.                                               |
| Embryonale Tumoren                                                                                 | Andere embryonale Tumoren des ZNS                   | Andere embryonale Tumoren des ZNS               | ZNS-Neuroblastom, FOXR2- aktiviert | 4     | Neuroblastome des ZNS sind selten. Die meisten treten im Kindesalter entlang des zervikalen, thorakalen und abdominalen Grenzstranges sowie in den Paraganglien auf.                                               |
| Embryonale Tumoren                                                                                 | Andere embryonale Tumoren des ZNS                   | Andere embryonale Tumoren des ZNS               | ZNS-Tumor mit interner BCOR -Tandemduplikation | –     | Neuroblastome des ZNS sind selten. Die meisten treten im Kindesalter entlang des zervikalen, thorakalen und abdominalen Grenzstranges sowie in den Paraganglien auf.                                               |
| Embryonale Tumoren                                                                                 | Andere embryonale Tumoren des ZNS                   | Andere embryonale Tumoren des ZNS               | Embryonaler ZNS-Tumor, NEC/NOS | –     | Neuroblastome des ZNS sind selten. Die meisten treten im Kindesalter entlang des zervikalen, thorakalen und abdominalen Grenzstranges sowie in den Paraganglien auf.                                               |
| Pinealis-Tumoren                                                                                   | Pinealis-Tumoren                                    | Pinealis-Tumoren                                | Pineozytom | 1     | Die Zirbeldrüse, auch Epiphyse oder Glandula pinealis, enthält neuroendokrine Zellen. |
| Pinealis-Tumoren                                                                                   | Pinealis-Tumoren                                    | Pinealis-Tumoren                                | Pinealis-Parenchymtumor intermediärer Differenzierung | 2–3   | Die Zirbeldrüse, auch Epiphyse oder Glandula pinealis, enthält neuroendokrine Zellen. |
| Pinealis-Tumoren                                                                                   | Pinealis-Tumoren                                    | Pinealis-Tumoren                                | Pineoblastom | 4     | Die Zirbeldrüse, auch Epiphyse oder Glandula pinealis, enthält neuroendokrine Zellen. |
| Pinealis-Tumoren                                                                                   | Pinealis-Tumoren                                    | Pinealis-Tumoren                                | Papillärer Tumor der Pinealisregion (PTPR) | 2–3   | Die Zirbeldrüse, auch Epiphyse oder Glandula pinealis, enthält neuroendokrine Zellen. |
| Pinealis-Tumoren                                                                                   | Pinealis-Tumoren                                    | Pinealis-Tumoren                                | Desmoplastischer myxoider Tumor der Pinealisregion, SMARCB1-mutiert | –     | Die Zirbeldrüse, auch Epiphyse oder Glandula pinealis, enthält neuroendokrine Zellen. |
| Tumoren der Hirnnerven und Spinalnerven                                                            | Tumoren der Hirnnerven und Spinalnerven             | Tumoren der Hirnnerven und Spinalnerven         | Schwannom (Neurinom) | 1     | Das Akustikusneurinom wird als Vestibularis-Schwannom klassifiziert. |
| Tumoren der Hirnnerven und Spinalnerven                                                            | Tumoren der Hirnnerven und Spinalnerven             | Tumoren der Hirnnerven und Spinalnerven         | Neurofibrom | 1a    | Das Akustikusneurinom wird als Vestibularis-Schwannom klassifiziert. |
| Tumoren der Hirnnerven und Spinalnerven                                                            | Tumoren der Hirnnerven und Spinalnerven             | Tumoren der Hirnnerven und Spinalnerven         | Perineurinom | 1     | Das Akustikusneurinom wird als Vestibularis-Schwannom klassifiziert. |
| Tumoren der Hirnnerven und Spinalnerven                                                            | Tumoren der Hirnnerven und Spinalnerven             | Tumoren der Hirnnerven und Spinalnerven         | Hybrider Nervenscheidentumor | (1–2) | Das Akustikusneurinom wird als Vestibularis-Schwannom klassifiziert. |
| Tumoren der Hirnnerven und Spinalnerven                                                            | Tumoren der Hirnnerven und Spinalnerven             | Tumoren der Hirnnerven und Spinalnerven         | Maligner melanotischer Nervenscheidentumor | (3–4) | Das Akustikusneurinom wird als Vestibularis-Schwannom klassifiziert. |
| Tumoren der Hirnnerven und Spinalnerven                                                            | Tumoren der Hirnnerven und Spinalnerven             | Tumoren der Hirnnerven und Spinalnerven         | Maligner peripherer Nervenscheidentumor | (3–4) | Das Akustikusneurinom wird als Vestibularis-Schwannom klassifiziert. |
| Tumoren der Hirnnerven und Spinalnerven                                                            | Tumoren der Hirnnerven und Spinalnerven             | Tumoren der Hirnnerven und Spinalnerven         | Neuroendokriner Tumor der Cauda equina (früher Paragangliom) | 1     | Das Akustikusneurinom wird als Vestibularis-Schwannom klassifiziert. |
| Meningeome                                                                                         | Meningeome                                          | Meningeome                                      | diverse Subtypen | 1–3   | Tumoren der Hirnhäute |
| Mesenchymale, nicht meningeale Tumoren                                                             | Weichteiltumoren                                    | Fibroblastische und myofibroblastische Tumoren  | Solitärer fibröser Tumor (SFT) | 1–3   | |
| Mesenchymale, nicht meningeale Tumoren                                                             | Weichteiltumoren                                    | Gefäßtumoren                                    | Hämangiome und vaskuläre Malformationen | –     | |
| Mesenchymale, nicht meningeale Tumoren                                                             | Weichteiltumoren                                    | Gefäßtumoren                                    | Hämangioblastom | 1     | |
| Mesenchymale, nicht meningeale Tumoren                                                             | Weichteiltumoren                                    | Skelettmuskeltumoren                            | Rhabdomyosarkom | –b    | |
| Mesenchymale, nicht meningeale Tumoren                                                             | Weichteiltumoren                                    | unsichere Differenzierung                       | Intrakranieller mesenchymaler Tumor, FET::CREB Fusion-positiv | –     | |
| Mesenchymale, nicht meningeale Tumoren                                                             | Weichteiltumoren                                    | unsichere Differenzierung                       | Sarkom mit CIC-Rearrangement | 4     | |
| Mesenchymale, nicht meningeale Tumoren                                                             | Weichteiltumoren                                    | unsichere Differenzierung                       | Primäres intrakranielles Sarkom, DICER1-mutiert | –     | |
| Mesenchymale, nicht meningeale Tumoren                                                             | Weichteiltumoren                                    | unsichere Differenzierung                       | Ewing-Sarkom | 4     | |
| Mesenchymale, nicht meningeale Tumoren                                                             | Chondro-ossäre Tumoren                              | Chondrogene Tumoren                             | mesenchymales Chondrosarkom | –     | |
| Mesenchymale, nicht meningeale Tumoren                                                             | Chondro-ossäre Tumoren                              | Chondrogene Tumoren                             | Chondrosarkom | 1–3   | |
| Mesenchymale, nicht meningeale Tumoren                                                             | Tumoren der Chorda dorsalis                         | Tumoren der Chorda dorsalis                     | Chordom | –     | Entstammen der Chorda, dem embryonalen Vorläufer der Wirbelsäule |
| Melanozytäre Tumoren                                                                               | Diffuse meningeale melanozytäre Neoplasien          | Diffuse meningeale melanozytäre Neoplasien      | Melanozytose und Melanomatose | –     | |
| Melanozytäre Tumoren                                                                               | Umschriebene meningeale melanozytäre Neoplasien     | Umschriebene meningeale melanozytäre Neoplasien | Melanozytose und Melanomatose | –     | |
| Hämatolymphoide Tumoren mit ZNS-Beteiligung                                                        | Lymphome                                            | ZNS-Lymphome                                    | Lymphomatoide Granulomatose | 1–3   | Lymphome des ZNS verhalten sich völlig anders als entsprechende Lymphome im übrigen Körper. Prognose und Therapie sind grundsätzlich verschieden.                                                                  |
| Hämatolymphoide Tumoren mit ZNS-Beteiligung                                                        | Lymphome                                            | ZNS-Lymphome                                    | Primäres diffuses großzelliges B-Zell-Lymphom des ZNS | –b    | Lymphome des ZNS verhalten sich völlig anders als entsprechende Lymphome im übrigen Körper. Prognose und Therapie sind grundsätzlich verschieden.                                                                  |
| Hämatolymphoide Tumoren mit ZNS-Beteiligung                                                        | Lymphome                                            | ZNS-Lymphome                                    | Immundefizienz-assoziiertes ZNS-Lymphom | –b    | Lymphome des ZNS verhalten sich völlig anders als entsprechende Lymphome im übrigen Körper. Prognose und Therapie sind grundsätzlich verschieden.                                                                  |
| Hämatolymphoide Tumoren mit ZNS-Beteiligung                                                        | Lymphome                                            | ZNS-Lymphome                                    | Intravaskuläres großzelliges B-Zell-Lymphom | –b    | Lymphome des ZNS verhalten sich völlig anders als entsprechende Lymphome im übrigen Körper. Prognose und Therapie sind grundsätzlich verschieden.                                                                  |
| Hämatolymphoide Tumoren mit ZNS-Beteiligung                                                        | Lymphome                                            | Verschiedene seltene ZNS-Lymphome               | MALT-Lymphom der Dura mater | –b    | |
| Hämatolymphoide Tumoren mit ZNS-Beteiligung                                                        | Lymphome                                            | Verschiedene seltene ZNS-Lymphome               | Andere niedriggradige B-Zell-Lymphome des ZNS | –b    | |
| Hämatolymphoide Tumoren mit ZNS-Beteiligung                                                        | Lymphome                                            | Verschiedene seltene ZNS-Lymphome               | Anaplastisches großzelliges Lymphom (ALK+/ALK-) | –b    | |
| Hämatolymphoide Tumoren mit ZNS-Beteiligung                                                        | Lymphome                                            | Verschiedene seltene ZNS-Lymphome               | T-Zell- und NK/T-Zell-Lymphome | –b    | |
| Hämatolymphoide Tumoren mit ZNS-Beteiligung                                                        | Histiozytäre Tumoren                                | Histiozytäre Tumoren                            | Erdheim-Chester-Krankheit | –b    | |
| Hämatolymphoide Tumoren mit ZNS-Beteiligung                                                        | Histiozytäre Tumoren                                | Histiozytäre Tumoren                            | Rosai-Dorfman-Krankheit | –b    | |
| Hämatolymphoide Tumoren mit ZNS-Beteiligung                                                        | Histiozytäre Tumoren                                | Histiozytäre Tumoren                            | Juveniles Xanthogranulom | –b    | |
| Hämatolymphoide Tumoren mit ZNS-Beteiligung                                                        | Histiozytäre Tumoren                                | Histiozytäre Tumoren                            | Langerhans-Zell-Histiozytose | –b    | |
| Hämatolymphoide Tumoren mit ZNS-Beteiligung                                                        | Histiozytäre Tumoren                                | Histiozytäre Tumoren                            | Histiozytäres Sarkom | –b    | |
| Keimzelltumoren                                                                                    | Keimzelltumoren                                     | Keimzelltumoren                                 | Formen: - Reifes Teratom - Unreifes Teratom - Teratom mit Malignom vom somatischen Typ - Germinom - Embryonales Karzinom - Dottersack-Tumor - Chorionkarzinom - gemischter Keimzelltumor | –b    | Diese Neoplasien entstehen am häufigsten in den Eierstöcken oder den Hoden. Durch embryonale Fehlentwicklung können auch im Nervensystem analoge Geschwülste entstehen.                                            |
| Tumoren der Sella-Region                                                                           | Tumoren der Sella-Region                            | Tumoren der Sella-Region                        | Adamantinomes Kraniopharyngeom | 1     | |
| Tumoren der Sella-Region                                                                           | Tumoren der Sella-Region                            | Tumoren der Sella-Region                        | Papilläres Kraniopharyngeom | 1     | |
| Tumoren der Sella-Region                                                                           | Tumoren der Sella-Region                            | Tumoren der Sella-Region                        | Pituizytom, Granularzelltumor der Sellaregion, Spindelzellonkozytom | (1–2) | |
| Tumoren der Sella-Region                                                                           | Tumoren der Sella-Region                            | Tumoren der Sella-Region                        | Hypophysenadenome / neuroendokrine Tumoren der Hypophyse - Adenome der PIT1-Linie - Adenome der TPIT-Linie - Adenome der SF1-Linie - Adenome ohne distinkte Linie                        | –     | |
| Tumoren der Sella-Region                                                                           | Tumoren der Sella-Region                            | Tumoren der Sella-Region                        | Pituiblastom (Hypophysenblastom) | –     | |
| ZNS-Metastasen                                                                                     | ZNS-Metastasen                                      | ZNS-Metastasen                                  | Metastasen im Parenchym des Gehirns oder Rückenmarks | –b    | Metastasen gehören zu den häufigsten Neoplasien des Gehirns, des Rückenmarks, des Sehnerven und der Hirnhäute. |
| ZNS-Metastasen                                                                                     | ZNS-Metastasen                                      | ZNS-Metastasen                                  | Meningeale Metastasen | –b    | Metastasen gehören zu den häufigsten Neoplasien des Gehirns, des Rückenmarks, des Sehnerven und der Hirnhäute. |
| – kein Grad zugewiesen; a Ausnahmen bei Subtypen; b nicht anwendbar; vorläufige Grade in Klammern. |                                                     |                                                 | |       | |

## Klassifikation der Gliome, glioneuralen Tumoren und neuronalen Tumoren der 5. Edition
Die Einbeziehung molekularbiologischer Eigenschaften hat zu einer ausgedehnten Feinteilung der früheren Gruppe der neuroepithelialen ZNS-Tumoren geführt.
| Unterteilung                                          | Typ                                                                                                 | Grad  | Bemerkungen                                                                 |
| ----------------------------------------------------- | --------------------------------------------------------------------------------------------------- | ----- | --------------------------------------------------------------------------- |
| Diffuse Gliome vom adulten Typ                        | Astrozytom, IDH-mutiert                                                                             | 2–4   | Diese Gruppe enthält die meisten bösartigen Tumoren im Erwachsenenalter.    |
| Diffuse Gliome vom adulten Typ                        | Oligodendrogliom, IDH-mutiert und 1p/19q-kodeletiert                                                | 2–3   | Diese Gruppe enthält die meisten bösartigen Tumoren im Erwachsenenalter.    |
| Diffuse Gliome vom adulten Typ                        | Glioblastom, IDH-Wildtyp                                                                            | 4     | Diese Gruppe enthält die meisten bösartigen Tumoren im Erwachsenenalter.    |
| Diffuse niedriggradige pädiatrische Gliome            | Diffuses Astrozytom, MYB- oder MYBL1-alteriert                                                      | 1     | Gliome im Kindesalter unterscheiden sich stark von Gliomen der Erwachsenen. |
| Diffuse niedriggradige pädiatrische Gliome            | Angiozentrisches Gliom                                                                              | 1     | Gliome im Kindesalter unterscheiden sich stark von Gliomen der Erwachsenen. |
| Diffuse niedriggradige pädiatrische Gliome            | Polymorpher niedriggradiger neuroepithelialer Tumor des Jugendalters (PLNTY)                        | 1     | Gliome im Kindesalter unterscheiden sich stark von Gliomen der Erwachsenen. |
| Diffuse niedriggradige pädiatrische Gliome            | Diffuses niedriggradiges Gliom, MAPK Signalweg-alteriert                                            | (1–2) | Gliome im Kindesalter unterscheiden sich stark von Gliomen der Erwachsenen. |
| Diffuse hochgradige pädiatrische Gliome               | Diffuses Mittelliniengliom, H3 K27-alteriert                                                        | 4     | Gliome im Kindesalter unterscheiden sich stark von Gliomen der Erwachsenen. |
| Diffuse hochgradige pädiatrische Gliome               | Diffuses hemisphärisches Gliom, H3 G34-mutiert                                                      | 4     | Gliome im Kindesalter unterscheiden sich stark von Gliomen der Erwachsenen. |
| Diffuse hochgradige pädiatrische Gliome               | Diffuses pädiatrisches hochgradiges Gliom, H3-Wildtyp und IDH-Wildtyp (pHGG)                        | 4     | Gliome im Kindesalter unterscheiden sich stark von Gliomen der Erwachsenen. |
| Diffuse hochgradige pädiatrische Gliome               | Infantiles hemisphärisches Gliom                                                                    | (3–4) | Gliome im Kindesalter unterscheiden sich stark von Gliomen der Erwachsenen. |
| Umschriebene astrozytäre Tumoren                      | Pilozytisches Astrozytom                                                                            | 1     |                                                                             |
| Umschriebene astrozytäre Tumoren                      | Hochgradiges Astrozytom mit piloiden Merkmalen                                                      | (3)   |                                                                             |
| Umschriebene astrozytäre Tumoren                      | Pleomorphes Xanthoastrozytom                                                                        | 2–3   |                                                                             |
| Umschriebene astrozytäre Tumoren                      | Subependymales Riesenzell-Astrozytom                                                                | 1     |                                                                             |
| Umschriebene astrozytäre Tumoren                      | Chordoides Gliom                                                                                    | 2     |                                                                             |
| Umschriebene astrozytäre Tumoren                      | Astroblastom, MN1-alteriert                                                                         | –     |                                                                             |
| Glioneurale und neuronale Tumoren                     | Gangliogliom                                                                                        | 1     |                                                                             |
| Glioneurale und neuronale Tumoren                     | Gangliozytom                                                                                        | 1     |                                                                             |
| Glioneurale und neuronale Tumoren                     | Desmoplastisches infantiles Gangliogliom / desmoplastisches infantiles Astrozytom (DIG/DIA)         | 1     |                                                                             |
| Glioneurale und neuronale Tumoren                     | Dysembryoplastischer neuroepithelialer Tumor (DNT)                                                  | 1     |                                                                             |
| Glioneurale und neuronale Tumoren                     | Diffuser glioneuronaler Tumor mit Oligodendrogliom-artigen Merkmalen und nukleären Clustern (DGONC) | –     |                                                                             |
| Glioneurale und neuronale Tumoren                     | Papillärer glioneuronaler Tumor                                                                     | 1     |                                                                             |
| Glioneurale und neuronale Tumoren                     | Rosettenbildender glioneuronaler Tumor (RGNT)                                                       | 1     |                                                                             |
| Glioneurale und neuronale Tumoren                     | Myxoider glioneuronaler Tumor                                                                       | 1     |                                                                             |
| Glioneurale und neuronale Tumoren                     | Diffuser leptomeningealer glioneuronaler Tumor (DLGNT)                                              | (2–3) |                                                                             |
| Glioneurale und neuronale Tumoren                     | Multinodulärer vakuolisierende neuronaler Tumor (MVNT)                                              | 1     |                                                                             |
| Glioneurale und neuronale Tumoren                     | Dysplastisches zerebelläres Gangliozytom (Lhermitte-Duclos-Syndrom)                                 | 1     |                                                                             |
| Glioneurale und neuronale Tumoren                     | Zentrales Neurozytom                                                                                | 2     |                                                                             |
| Glioneurale und neuronale Tumoren                     | Extraventrikuläres Neurozytom                                                                       | 2     |                                                                             |
| Glioneurale und neuronale Tumoren                     | Zerebelläres Liponeurozytom                                                                         | 2     |                                                                             |
| Ependymale Tumoren                                    | Supratentoriales Ependymom                                                                          | 2–3   | Diese Tumoren stammen von der Auskleidung der Hirnkammern ab.               |
| Ependymale Tumoren                                    | Supratentorielles Ependymom, ZFTA Fusion-positiv                                                    | (2–3) | Diese Tumoren stammen von der Auskleidung der Hirnkammern ab.               |
| Ependymale Tumoren                                    | Supratentorielles Ependymom, YAP1 Fusion-positiv                                                    | –     | Diese Tumoren stammen von der Auskleidung der Hirnkammern ab.               |
| Ependymale Tumoren                                    | Ependymom der hinteren Schädelgrube                                                                 | 2–3   | Diese Tumoren stammen von der Auskleidung der Hirnkammern ab.               |
| Ependymale Tumoren                                    | Ependymom der hinteren Schädelgrube, Gruppe A (PFA)                                                 | (2–3) | Diese Tumoren stammen von der Auskleidung der Hirnkammern ab.               |
| Ependymale Tumoren                                    | Ependymom der hinteren Schädelgrube, Gruppe B (PFB)                                                 | (2–3) | Diese Tumoren stammen von der Auskleidung der Hirnkammern ab.               |
| Ependymale Tumoren                                    | Spinales Ependymom                                                                                  | 2–3   | Diese Tumoren stammen von der Auskleidung der Hirnkammern ab.               |
| Ependymale Tumoren                                    | Spinales Ependymom, MYCN -amplifiziert                                                              | –     | Diese Tumoren stammen von der Auskleidung der Hirnkammern ab.               |
| Ependymale Tumoren                                    | Myxopapilläres Ependymom                                                                            | 2     | Diese Tumoren stammen von der Auskleidung der Hirnkammern ab.               |
| Ependymale Tumoren                                    | Subependymom                                                                                        | 1     | Diese Tumoren stammen von der Auskleidung der Hirnkammern ab.               |
| – kein Grad zugewiesen; vorläufige Grade in Klammern. | |       |                                                                             |

## 4. Edition der WHO-Klassifikation 2016
In manchen Richtlinien wird noch die 4. Edition verwendet.
| Ursprung                                | Untergruppe                                    | Tumor |
| --------------------------------------- | ---------------------------------------------- | --- |
| 1. Neuroepitheliale Tumoren             | Astrozytäre Tumoren                            | pilozytisches Astrozytom diffuses Astrozytom anaplastisches Astrozytom Glioblastom pleomorphes Xanthoastrozytom subependymales Riesenzellastrozytom |
| 1. Neuroepitheliale Tumoren             | Oligodendrogliomatöse Tumoren                  | Oligodendrogliom anaplastisches Oligodendrogliom Mischgliome/Oligoastrozytom anaplastisches Oligoastrozytom |
| 1. Neuroepitheliale Tumoren             | Ependymäre Tumoren                             | myxopapilläres Ependymom anaplastisches Ependymom Subependymom |
| 1. Neuroepitheliale Tumoren             | Choroidalplexustumoren                         | Plexuspapillom Plexuskarzinom |
| 1. Neuroepitheliale Tumoren             | Gliöse Tumoren ungeklärter Abstammung          | Astroblastom Gliomatosis cerebri choroides Chordom des III. Ventrikels |
| 1. Neuroepitheliale Tumoren             | Neuronale und gemischt neuronal–gliöse Tumoren | Gangliozytom Dysplastisches Gangliozytom des Kleinhirns Desmoplastisches infantiles Gangliogliom Dysembryoplastischer neuroepithelialer Tumor Gangliogliom Anaplastisches Gangliogliom Zentrales Neurozytom Zerebelläres Liponeurozytom Paragangliom des Filum terminale |
| 1. Neuroepitheliale Tumoren             | Neuroblastäre Tumoren                          | Olfaktoriusneuroblastom Olfaktoriusneuroepitheliom Neuroblastome der Nebenniere |
| 1. Neuroepitheliale Tumoren             | Pinealisparenchymtumoren                       | Pineozytom Pineoblastom Pinealisparenchymtumor intermediärer Differenzierung |
| 1. Neuroepitheliale Tumoren             | Embryonale Tumoren                             | Medulloepitheliom Ependymoblastom Medulloblastom PNET Atypischer teratoider Tumor |
| 2. Tumoren peripherer Nerven            | 2. Tumoren peripherer Nerven                   | Schwannom Neurofibrom Perineuriom MPNST |
| 3. Meningeale Tumoren                   | 3. Meningeale Tumoren                          | Tumoren meningothelialer Zellen Hämangioperizytome Mesenchymale, nicht-meningotheliale Tumoren Primäre melanozytäre Tumoren Tumoren unsicherer Histogenese |
| 4. Lymphome und hämatopoetische Tumoren | 4. Lymphome und hämatopoetische Tumoren        | Malignes Lymphom Plasmozytom Granulozytäres Sarkom |
| 5. Keimzelltumoren                      | 5. Keimzelltumoren                             | Germinom Embryonales Karzinom Dottersack-Tumor Chorionkarzinom Teratom Gemischte Keimzelltumoren |
| 6. Tumoren der Sellaregion              | 6. Tumoren der Sellaregion                     | Kraniopharyngeom Granularzelltumor |
| 7. Metastasen                           |                                                | |

## Gradierung
ZNS-Tumoren können pathologische Grade von 1 (günstigste Prognose) bis vier (schlechteste Prognose) aufweisen. Die Gradierung basiert dabei auf histologischen, immunhistochemischen und molekulargenetischen Untersuchungen, mit je nach Tumorentität unterschiedlichen Kriterien. Manchen Neoplasien sind verschiedene mögliche Grade zugewiesen, andere haben einen fixen Grad, bei unzureichender Datenlage kann auch kein Grad zugeteilt sein.
Im klinischen Kontext kommt dem Tumorgrad eine wesentliche Bedeutung bei der Therapieauswahl zu, inklusive einer Entscheidung zu adjuvanter Chemo- oder Strahlentherapie zu. Dieses Gradierungsschema besteht seit der ersten Version der WHO-Klassifikation und repräsentiert eine Skala für die Einschätzung der Malignität der verschiedenen behandelten Neoplasien.
Der WHO-Grad stellt lediglich eine Komponente unter einer Vielzahl von Kriterien dar, die letztendlich die Prognose eines Hirntumors beeinflussen. Andere wichtige Faktoren sind unter anderem die Lokalisation des Tumors, die Möglichkeit seiner vollständigen neurochirurgischen Entfernung, das Ansprechen des Tumors auf Chemo- und Strahlentherapie sowie auch das Alter des Patienten.
| Klassifikation | Beschreibung |
| -------------- | --- |
| WHO Grad 1     | histologisch gutartige Tumoren mit geringem proliferativen Potential, üblicherweise Heilungspotenzial alleine durch Operation |
| WHO Grad 2     | histologisch gutartige, jedoch üblicherweise infiltrativ wachsende Tumoren, mit zwar geringem proliferativem Potenzial, jedoch einer Neigung zu Rezidiven Des Weiteren neigen einige Tumoren des WHO Grades II zu malignen Entartungen in höhere Kategorien |
| WHO Grad 3     | histologisch bösartige Tumoren, die mit einer Reduktion der Überlebenszeit einhergehen |
| WHO Grad 4     | äußerst bösartige Tumoren, die mit einer deutlichen Reduktion der Überlebenszeit einhergehen, sofern keine effektive Behandlung zur Verfügung steht |